# منیترازپام
منیترازپام (انگلیسی: Menitrazepam) دارویی است که از مشتقات بنزودیازپین است. از نظر ساختار شبیه به تترازپام و نیمتازپام است و گروه 7 کلروی تترازپام با نیترو جایگزین شده است. این یک عامل خواب آور است که در درمان بی خوابی استفاده می شود و بنابراین دارای اثرات آرام بخش قوی، ضد تشنج، شل کننده عضلانی و ضد اضطراب مانند سایر بنزودیازپین های خواب آور است. منیترازپام یک عامل خواب آور خوراکی خوب است، با این حال، تأخیر در زمان رسیدن به حداکثر سطوح پلاسما، مزایای منیترازپام برای درمان بی خوابی را در مقایسه با سایر خواب آورها زیر سوال می برد. به طور معمول، خواص خواب آور خواب آورها در عرض نیم ساعت رخ می دهد. در برخی موارد، مانند تمازپام و نیترازپام، اثرات خواب آور قوی را می توان پانزده تا بیست دقیقه پس از مصرف خوراکی احساس کرد.